# Nils Stene
Nils Albin Svensson Stene, född 9 april 1876 i Stockholm, död 8 februari 1940 i Stockholm, var en svensk tandläkare och målare.
Han var son till köpmannen Johan Svensson och Wilhelmina Sjöblom och gift första gången 1906 med Ulla Augusta Naëmi Ärnström och andra gången från 1923 med Judith Forsell. Efter studentexamen 1896 och en postexpeditörexamen 1897 arbetade han ett par år som postexpeditör men slog om och studerade vid sidan av sitt arbete till tandläkare med examen 1899 och blev legitimerad tandläkare 1901. Han var därefter huvudsakligen verksam i Stockholm fram till sin död. Vid sidan av sitt arbete var han verksam som konstnär och medverkade i bland annat Liljevalchs Allmänna vårutställning på 1920-talet. Hans konst består av landskapsskildringar från Bretagne och Hovs hallar.  